# Super Pif
Super Pif è una rivista di fumetti pubblicata in Francia da dicembre 2015 a ottobre 2017 dall'editore Société Nouvelle du journal L'Humanité e con il direttore editoriale Patrick Le Hyaric.

## Storia editoriale
Nel settembre 2014, Patrick Le Hyaric, direttore del quotidiano L'Humanité, che resta la proprietaria dei diritti editoriali di Pif Gadget, annuncia la sua intenzione di rilanciare la rivista, che torna in edicola nel 2015, dopo sette anni dalla messa in liquidazione di Pif nuova serie, con un nuova iniziativa editoriale, cambia nome e formato e si rivolge sempre a un pubblico di bambini e giovani.
Il gadget torna in auge in concomitanza con l'uscita di Super Pif del 2 dicembre 2015. Con questo numero sono stati distribuiti oltre due milioni e mezzo di semi di albero di Natale, in riferimento a un vecchio gadget distribuito ai lettori nel 1975, il "Sapif".
A partire dal 2016, Super Pif viene pubblicata con cadenza trimestrale, con la redazione guidata da Olivier Chartrain, Frédéric Gargaud e dallo sceneggiatore François Corteggiani, con il ruolo di consulente editoriale.
Il nono e ultimo numero di Super Pif è stato pubblicato nell'ottobre 2017.
Nel marzo 2018 è stato ipotizzato un nuovo progetto e nel giugno dello stesso anno è stata lanciata una campagna di crowdfunding per un settimanale chiamato Pif à déplier. Questo progetto insolito (non più una rivista da sfogliare, ma un grande foglio da dispiegare) è stato affidato ai grafici dell'Atelier 510 TTC, in particolare a Thomas Labourot e Darlot Jean-Michel e a James Morja per i disegni. Nonostante la raccolta di oltre 50.000 euro, il progetto non ha mai visto la luce. Solo un numero zero verrà infine prodotto e distribuito in occasione della Fête de l'Humanité nel settembre 2018. Nel 2019 gli abbonati sono stati infine informati che gli iniziatori del progetto non si sentivano in grado di avviarlo a causa di grossi ostacoli finanziari.

## Collaborazioni
Nel periodico Super Pif collaborano, tra i tanti, i seguenti autori:
Giorgio Cavazzano, Jean Cézard, André Chéret, Clod, François Corteggiani, Patrick Cothias, Richard Di Martino, Christian Godard, Herlé, Stefano Intini, André Juillard, Jacques Kamb, Roger Lécureux, Nikita Mandryka, Yohann Morin, Michel Motti, Poirier Jean-Claude, Hugo Pratt, Jeff Smith, Dave Stevens, Jean Tabary, Pierre Tranchand, Sandro Zemolin.